# アンボイ・デュークス
アンボイ・デュークス（The Amboy Dukes）は1964年にイリノイ州シカゴで結成され、後にミシガン州デトロイトを拠点に活動したアメリカのロックバンド 。

## 概要
彼らの唯一のヒットシングル「Journey to the Center of the Mind」でよく知られている。バンド名はアーヴィング・シュルマンの小説のタイトルに由来する。イギリスでは、同名のイギリス人グループが存在したため、グループのレコードは アメリカン・アンボイ・デュークス名義でリリースされた。バンドは活動期間中に何度もメンバーチェンジを繰り返したが、唯一不変だったのはリード・ギタリストで作曲家のテッド・ニュージェントだけだった。1975年にバンド名を廃止するまで、バンドはニュージェントのバック・バンドとして活動していた。

## 起源
アンボイ・デュークスの中心人物であるテッド・ニュージェントは、デトロイトで生まれ育ち、1958年、10歳で演奏活動を始めた。1960年から1962年までロイヤル・ハイ・ボーイズというグループで活動し、その後ラワーズというグループで、後にアンボイ・デュークスでリード・ヴォーカルを務めるジョン・ドレイクと初めて出会った。1964年、シカゴでアンボイ・デュークスを結成、シカゴ郊外のアーリントン・ハイツにあるザ・セラーなどで演奏していた。その後、彼らは再びニュージェントの故郷デトロイトに拠点を移した。メンバーは以下の通り：
- テッド・ニュージェント（リード・ギター）
- ボブ・レーナート（ヴォーカル）-1972年にアクロバットというバンドでシングル「ベター・ザン・トゥデイ」をリリース。
- ゲイリー・ヒックス（ギター、ヴォーカル）
- ディック・トリート（ベース、ヴォーカル）
- ゲイル・アップタデール（ドラムス）

## 音楽スタイル
『Encyclopedia of Heavy Metal Music』によれば、アンボイ・デュークスはサイケデリック・ロック・バンドで、「プロト・メタルとサイケデリックのコンビネーションを開拓した」という。後年、反ドラッグに熱心だったテッド・ニュージェントは、アンボイ・デュークスは他の1960年代後半から1970年代前半のバンドのように薬物使用を謳歌していなかったと主張するようになる。それにもかかわらず、AllMusicは、スティーブ・ファーマーが「ドラッグに溺れた歌詞を書き、他のプロト・メタル・サウンドにサイケデリックな感覚を加えた」と述べている。バンドの音楽は、『The Guide to United States Popular Culture』 や『Encyclopedia of Recorded Sound』でもアシッド・ロックに分類されている。ロックのオビチュアリー - ノッキング・オン・ヘブンズ・ドアとロック・カヴァー・ソング：Culture, History, Politics.また彼らは、プロト・パンク・バンドとしても挙げられている。
シグネチャーのギブソン・バードランドを胸の高い位置に置いた初期のギター・プレイ・スタイルは、彼を他のプレイヤーと視覚的に区別する象徴的なプレイ・スタイルとなった。彼はこれを、持ち前の技巧とリード・ギターの熱狂的なプレイ・スタイルと融合させ、その特異な視覚的アプローチに音響的な特徴を加えた。 ニュージェントはギターに対する感謝の念から、「フライト・オブ・ザ・バード」という曲を作曲した、この曲は、シングルとして、また最も人気のあるアルバム『Journey to the Center of the Mind』の一部としてリリースされた。

## バンドラインナップ
公式スタジオ・アルバムにクレジットされているバンド・メンバーのラインナップ：
(1972年のバンドを除き、アルバムとアルバムの間に行われたライヴに出演した可能性のある他のメンバーは記載されていない)

### 1967
ニューヨークのメインストリーム・レコードと契約するためにメンバーを入れ替えた彼らのデビュー・アルバム『アンボイ・デュークス』のメンバーは以下の通り：
- テッド・ニュージェント - リード・ギター、ヴォーカル
- ジョン・ドレイク - ヴォーカル、元ザ・ローズ
- スティーブ・ファーマー - ギター、ヴォーカル；元ザ・ギャング
- デイヴ・パーマー - ドラム -  元ギャラクシー・ファイヴ、元ザ・シテーションズ
- リック・ローバー - キーボード
- ビル・ホワイト（ベース、ヴォーカル

### 1968
『Journey to the Center of the Mind』はキーボードがロバー、ベースがホワイトに代わった。:
- テッド・ニュージェント - リード・ギター、ヴォーカル
- ジョン・ドレイク - ヴォーカル
- スティーブ・ファーマー - ギター、ヴォーカル
- デイヴ・パーマー - ドラム
- アンディ・ソロモン - オルガン、ピアノ、ヴォーカル； 元ザ・アポストルズ
- グレッグ・アラマ - ベース、元ザ・ギャング

### 1969
『Migration』ヴォーカルがドレイクに交代させた：
- テッド・ニュージェント - リード・ギター、ヴォーカル
- スティーブ・ファーマー - ギター、ヴォーカル
- デイヴ・パーマー - ドラム
- アンディ・ソロモン - キーボード、サックス、ヴォーカル
- グレッグ・アラマ - ベース
- ラスティ・デイ - ヴォーカル、ハーモニカ、プレ・カクタス

### 1970
『Marriage on the Rocks/Rock Bottom』 デイとファーマーが脱退。
- Ted Nugent – lead guitar, vocals
- Dave Palmer – drums
- Andy Solomon – keyboards, vocals
- Greg Arama – bass

### 1971
『Survival of the Fittest Live』はパーマーとアラマを脱退させた。唯一のオリジナル・メンバーとして、ニュージェントはバンド名をテッド・ニュージェント・アンド・アンボイ・デュークスに変更した：
- テッド・ニュージェント - リード・ギター、ヴォーカル
- アンディ・ソロモン - キーボード、ヴォーカル
- K.J.ナイト - ドラム、ヴォーカル、元ザ・デイ＆ナイト・ディーラーズ・ブルース・バンド
- ロブ・ルズガ - ベース、元ザ・デイ＆ナイト・ディーラーズ・ブルース・バンド

### 1972
1972年当時、バンドはレコード契約を結んでいなかった。ラインナップは2つあった：
- テッド・ニュージェント - リード・ギター、ヴォーカル
- デイヴ・ギルバート - リード・ヴォーカル
- ビル・ホワイト - ベース
- キース・ジョンストン - ドラム

晩夏ごろ:
- テッド・ニュージェント - リード・ギター、ヴォーカル
- ジョン・アンジェロス - リード・ヴォーカル、ハーモニカ
- ロブ・グランジ - ベース
- ジョー・ヴィターレ - ドラム、ピアノ、フルート

このグループはフロリダのクライテリア・スタジオでデモを録音したが、リリースされることはなかった。

### 1973
『Call of the Wild』 は別のラインナップを見た：
- テッド・ニュージェント - リード・ギター、パーカッション、ヴォーカル
- ロブ・グランジ - ベース、ヴォーカル、編曲、作曲
- ヴィック・マストリアーニ - ドラム、ヴォーカル
- アンディ・ジェゾウスキー - ヴォーカル
- ガブリエル・マグノ - フルート、キーボード

### 1974
『Tooth Fang &amp; Claw』はマグノを脱退させ、グループの最終ラインナップとなった：
- テッド・ニュージェント - リード・ギター、パーカッション、ヴォーカル
- ロブ・グレンジ - ベース、ヴォーカル、アレンジ、作曲家
- ヴィック・マストリアーニ - ドラム、パーカッション、ヴォーカル
- アンディ・ジェゾウスキー - ヴォーカル

ライナーノーツには、ギターとヴォーカルで「アトロシャス・セオドシウス牧師」（架空の名前）もクレジットされている。

## その後
ニュージェントは1970年代にソロ活動で成功を収め、1980年代後半にはスーパーグループ、ダム・ヤンキースに参加した。2000年代以降、ニュージェントは（ロックのキャリアを続けながらも）狩猟と保守政治のための著名な活動家となっている。
ヴォーカリストのラスティ・デイは、ミッチ・ライダーの後任としてデトロイト・ウィールズに加入。デイのもとでバンド名はデトロイトに変更されたが、1974年に解散。その後、1976年に以前のバンド、カクタスに戻り、1979年まで活動。AC/DCとレーナード・スキナードのリード・シンガーの死後、彼はそのバンドからのオファーを断った。デイは1982年に射殺された。
1979年9月18日、ベーシストのグレッグ・アラマがバイク事故で死去。
スティーヴ・ファーマーはその後、ミシガン州レッドフォード・タウンシップで教鞭をとった。また、デトロイト近郊のさまざまな会場でバックバンドを務めた。ファーマーは2020年4月7日、71歳で死去。
リック・ローバーはクラシック音楽の訓練を受けた作曲家で、その熱狂的なキーボード演奏スタイルでデトロイト都市圏ではよく知られている。1990年代初頭からスタジオに出入りし、2000年に完成したスティーブ・ファーマーのCD『Journey to the Darkside of the Mind』（Saint Thomas Records、STP0069）にパフォーマー／ソングライターとして参加している。現在は、地元デトロイトの伝説的ロック・ミュージシャン、ジェフリー・ファウストと彼のバンド、ザ・ウッズマンと共にスタジオで活動し、ミシガン州とカナダでライブを行っている。
2008年、アンボイ・デュークスはミシガン州ロックンロール伝説の殿堂入りを果たした。2009年4月17日、フィルモア・デトロイトで開催されたデトロイト・ミュージック・アワードで、オリジナルのアンボイ・デュークス（ニュージェント、ドレイク、ファーマー、ローバー、ソロモン、ホワイトが参加）がパフォーマンスを行った。続いて「Journey to the Center of the Mind」、最後はミッチ・ライダーの「Jenny Take A Ride」（オリジナル・ライダーのドラマー、ジョニー・"ビー"・バダンジェックをフィーチャー）。バンドのロック音楽史への貢献が認められ、彼らは特別功労賞を受賞した。バンドがステージを去るとき、ニュージェントは仲間のバンド・メンバー全員に感謝し、「アンボイ・デュークスが地球上で究極のガレージ・バンドであることは誰もが知っている」と観客に語った。
リード・シンガーのジョン・ドレイクは2021年8月29日、74歳でこの世を去った。

## Discography

### アルバム
| Date of official release | Title                             | Label             | US Chart |
| ------------------------ | --------------------------------- | ----------------- | -------- |
| 1967                     | The Amboy Dukes                   | Mainstream S/6104 | 183      |
| 1968                     | Journey to the Center of the Mind | Mainstream S/6112 | 74       |
| 1969                     | Migration                         | Mainstream S/6118 | no chart |
| 1970                     | Marriage on the Rocks/Rock Bottom | Polydor 24-4012   | 191      |
| 1971                     | Survival of the Fittest Live      | Polydor 24-4035   | 129      |
| 1973                     | Call of the Wild                  | DiscReet DS 2181  | no chart |
| 1974                     | Tooth Fang &amp; Claw             | DiscReet DS 2203  | no chart |

### シングル
| Date of official release | Title                                                  | Label          | US Chart | Can Chart |
| ------------------------ | ------------------------------------------------------ | -------------- | -------- | --------- |
| 1967                     | Baby Please Don't Go/Psalms of Aftermath               | Mainstream 676 | 106      | no chart  |
| 1968                     | Journey to the Center of the Mind/Mississippi Murderer | Mainstream 684 | 16       | 19        |
| 1968                     | You Talk Sunshine, I Breathe Fire/Scottish Tea         | Mainstream 693 | 114      | no chart  |
| 1969                     | Prodigal Man/Good Natured Emma                         | Mainstream 700 | no chart | no chart  |
| 1969                     | For His Namesake/Loaded For Bear                       | Mainstream 704 | no chart | no chart  |
| 1969                     | Flight of the Byrd/Ivory Castles                       | Mainstream 711 | no chart | no chart  |
| 1974                     | Sweet Revenge/Ain't It the Truth                       | DiscReet 1199  | no chart | no chart  |

### その他
- The Best of the Original Amboy Dukes - released after The Amboy Dukes left Mainstream Records (Mainstream S/6125) in 1969, failed to chart.
- Journeys and Migrations - Mainstream compilation double LP with songs from the first 3 Amboy Dukes albums on Mainstream Records (Mainstream 801 - 2 Record Set) in 1973. (no doubles with the Dr. Slingshot compilation)
- Dr. Slingshot - Mainstream compilation with songs from the 1st and 3rd Amboy Dukes albums on Mainstream Records (Mainstream 414) in 1974. (no doubles with the Journeys and Migrations compilation)
- Ted Nugent & The Amboy Dukes, Mainstream compilation (Mainstream 421) from 1976. (First original cover has photo of Ted with snakes for his hair. Second 1982 (reissue) cover shows Ted playing a guitar on stage).
- Journey To The Darkside of The Mind, released in 2000, saw a rebirth of The Amboy Dukes by Steve Farmer and original keyboardist Rick Lober, sans Ted Nugent (Saint Thomas Records STP 0069) - didn't chart.
- Two early songs featuring Drake on lead vocals and composition by Farmer/Nugent have been released as bonus tracks on various compact disc releases. They are titled "J.B. Special" and "Sobbin' In My Mug of Beer" and show the high energy of the first group that recorded as The Amboy Dukes. There are two different versions of "J.B. Special"; a shorter version clocking around 2:21 is quicker tempo with additional lyrics and is titled "alternate version". A more polished and slower tempo version clocks in around 2:33. It was recorded as a follow-up single to their first album but not released at the time. "Sobbin' In My Mug of Beer" is a record-label audition predating the first album sessions.